# Capinzal do Norte
Capinzal do Norte um município brasileiro do estado do Maranhão, distante 260 quilômetros da capital, São Luís. Localiza-se no Centro Maranhense, na região do Médio Mearim. O município tem uma população de 10 725 habitantes (2010) e 590,271 quilômetros quadrados de área, com densidade demográfica de 18,12 habitantes por quilômetro quadrado. Foi criado em 1994.

## História
Elevado à categoria de município com a denominação de Capinzal do Norte, em 1994; desmembrado dos municípios de Codó, Santo Antônio Lopes e Lima Campos.

## Geografia
O município de Capinzal do Norte possui área de 590,271 quilômetros quadrados, o que coloca na posição 156 dentre as 217cidades do estado do Maranhão.
Demografia
De acordo com o Censo Demográfico de 2022, a população do município de Capinzal do Norte era de 11.374 habitantes e a densidade demográfica era de 19,27 habitantes por quilômetro quadrado. Comparando-se com outros municípios do estado do Maranhão, ficava nas posições 154 e 113 de 217. Já a estimativa do crescimento populacional para 2024 era de 11.664 pessoas.
Educação
Em 2010, a taxa de escolarização de 6 a 14 anos de idade do município de Capinzal do Norte era de 94,1%. Comparando-se com outros municípios do estado do Maranhão, ficava na posição 193 de 217. Já o Índice de Desenvolvimento da Educação Básica (IDEB), no ano 2023, para os anos iniciais do ensino fundamental na rede pública era 4,7 e para os anos finais, 4,8.
| Taxa de escolarização de 6 a 14 anos de idade [2010]             | 94,1 %           |
| IDEB – Anos iniciais do ensino fundamental (Rede pública) [2023] | 4,7              |
| IDEB – Anos finais do ensino fundamental (Rede pública) [2023]   | 4,8              |
| Matrículas no ensino fundamental [2023]                          | 1.699 matrículas |
| Matrículas no ensino médio [2023]                                | 334 matrículas   |
| Docentes no ensino fundamental [2023]                            | 130 docentes     |
| Docentes no ensino médio [2023]                                  | 21 docentes      |
| Número de estabelecimentos de ensino fundamental [2023]          | 20 escolas       |
| Número de estabelecimentos de ensino médio [2023]                | 2 escolas        |

Fonte: IBGE
Economia
Em 2021, o PIB per capita do município de Capinzal do Norte era de R$ 25.967,91. Comparando-se com outros municípios do estado do Maranhão, ficava na posição 19 de 217. Já o percentual de receitas externas em 2023 era de 94,84%, o que o colocava na posição 79 de 217 entre os municípios do estado do Maranhão.
| PIB per capita [2021]                                                                           | 25.967,91 R$     |
| Índice de Desenvolvimento Humano Municipal (IDHM) [2010]                                        | 0,537            |
| Total de receitas brutas realizadas [2023]                                                      | 66.252.252,89 R$ |
| Transferências correntes (Percentual em relação às receitas correntes brutas realizadas) [2023] | 94,84 %          |
| Total de despesas brutas empenhadas [2023]                                                      | 71.189.531,29 R$ |

Fonte: IBGE
| Salário médio mensal dos trabalhadores formais [2022]                                             | 1,8 salários mínimos |
| Pessoal ocupado [2022]                                                                            | 1.703 pessoas        |
| População ocupada [2022]                                                                          | 14,97 %              |
| Percentual da população com rendimento nominal mensal per capita de até 1/2 salário mínimo [2010] | 54 %                 |

Fonte: IBGE

## Formação Administrativa
Elevado à categoria de município com a denominação de Capinzal do Norte, pela Lei Estadual nº 6.161, 10 de novembro de 1994, desmembrado dos municípios de Codó, Santo Antônio Lopes e Lima Campos.
Sede no atual distrito de Capinzal do Norte (ex-localidade), de Capinzal.
Constituído do distrito sede. Instalado em 1 de janeiro de 1997.
Em divisão territorial datada de 2001, o município é constituído do distrito sede.
Assim permanecendo em divisão territorial datada de 2007.